# Walter Gödden
Walter Gödden (* 13. Januar 1955 in Beckum) ist ein deutscher Literaturwissenschaftler. Er ist Honorarprofessor der Universität Paderborn und war bis 2023 Geschäftsführer der Literaturkommission für Westfalen und wissenschaftlicher Leiter des Museums für Westfälische Literatur Haus Nottbeck.

## Leben
Walter Gödden wuchs in Ahlen auf, wo er bis heute wohnt. Er studierte an der Universität Münster Germanistik, Geschichte, Pädagogik und Publizistik, 1978 schloss er mit dem Staatsexamen für Lehrämter ab. Anschließend war er wissenschaftlicher Mitarbeiter in der Droste-Forschungsstelle in Münster und wirkte als Redakteur an der von der DFG geförderten Historisch-kritischen Droste-Ausgabe mit. 1984 folgte die Promotion zum Dr. phil. mit einer Arbeit über Annette von Droste-Hülshoff. 1989 wurde Gödden Leiter des „Referats Literatur“ beim Landschaftsverband Westfalen-Lippe (LWL) in Münster. Daraus ging 1998 die Literaturkommission für Westfalen hervor, deren Gründungsgeschäftsführer Gödden bis Oktober 2023 war. Sein Nachfolger wurde im November 2023 Stefan Höppner. 2001 wurde Gödden wissenschaftlicher Leiter des von ihm initiierten Museums für Westfälische Literatur Haus Nottbeck in Oelde-Stromberg. Gödden war zudem Mitbegründer und stellvertretender Leiter des Westfälischen Literaturarchivs in Münster.
In der Arbeitsgemeinschaft Literarischer Gesellschaften Westfalens war Gödden Geschäftsführer, er ist ferner Vorsitzender der Nyland-Stiftung in Köln. Mehrere Jahre war er zweiter Vorsitzender des LiteraturRats NRW. Er ist Mitglied des P.E.N. und seit 1990 verantwortlicher Literaturredakteur der Kulturzeitschrift Westfalenspiegel. Gödden war unter anderem Herausgeber des Westfälischen Autorenlexikons und der Buchreihe Literatur in Westfalen. Beiträge zur Forschung.

## Auszeichnungen
- 2014: Literaturtaler NRW für besondere Verdienste um die Literaturförderung in NRW
- 2013: Auszeichnung des Westfälischen Literaturmuseums zum Literaturmuseum des Jahres
- Ehren-Auszeichnung des Peter Paul Althaus Freundeskreises
- Auszeichnung des Westfälischen Literaturmuseums mit dem „Kulturstern des Jahres“ der Zeitung Neue Westfälische

## Monografien (Auswahl)
- Die andere Annette. Annette von Droste-Hülshoff als Briefschreiberin. 2. Auflage. Schöningh, Paderborn 1992, ISBN 3-506-73195-5.
- Der Schwärmer. Die verschollene Lebensgeschichte des westfälischen Sturm-und-Drang-Dichters Anton Mathias Sprickmann. Schöningh, Paderborn u. a. 1994, ISBN 3-506-73196-3.
- Sehnsucht in die Ferne. Annette von Droste-Hülshoffs Reisen durch die Biedermeierzeit. Droste, Düsseldorf 1996, ISBN 3-7700-1071-X.
- mit Iris Nölle-Hornkamp: „Von Musen wachgeküßt.“ Als Westfalen lesen lernte. Paderborn 1990.
- Annette von Droste-Hülshoffs Reisen durch die Biedermeierzeit. 1996.
- Tag für Tag im Leben der Annette von Droste-Hülshoff. 2. Auflage. 1996.
- mit Jochen Grywatsch: „Wenn man aufhören könnte zu lügen.“ Der Schriftsteller Paul Schallück (1922–1976). 2002
- Querbeet. Literarische Erkundungen in Westfalen. 8 Bände, 2003, 2007, 2011, 2014, 2017, 2020, 2022, 2024.
- mit Moritz Baßler, Jochen Grywatsch, Christina Riesenweber: Stadt.Land.Pop. Popmusik zwischen westfälischer Provinz und Hamburger Schule. 2008.
- mit Steffen Stadthaus: Gustav Sack – ein verbummelter Student. Entfant terrible und Mythos der Moderne, 2010.
- „witzig, aberwitzig, schräg, fantastisch...“ Kabarettheroen aus Westfalen. 2009.
- mit Thomas Strauch: Ich schreibe, weil... 36 westfälische Autoren im Interview. 2011.
- Bibliophil, engagiert, einzigartig. Große Literatur in kleinen Verlagen. 2015.
- Chronik der westfälischen Literatur 1945–1975. 2016.
- mit Jochen Grywatsch, Thomas Strauch: Seltsame Tiere. Das literarische und künstlerische Werk des Jürgen Schimanek. 2017.
- 1968 – Pop, Protest und Provokation in 68 Stichpunkten. 2017.
- Mein 1968. Alte Erinnerungen, neue Texte. 2018
- Aliens Welcome! Science-Fiction-Literatur aus Westfalen 1904–2018. 2019.
- Traumata. Psychische Krisen in Texten von Annette von Droste-Hülshoff bis Jan Christoph Zymny. 2021
- Wirklich ein Dichterstreit? Neue Erkenntnisse zum 'Schmallenberger Ereignis' 1956. 2023.

## Herausgeberschaften und Editionen
- Historisch-kritische Droste-Ausgabe. Band VIII (Briefe 1805–1838, Text), 1987; Band IX (Briefe 1839–1842, Text, mit Ilse-Marie Barth), 1993, Band VIII, 2 (Briefe 1805–1838, Dokumentation), 1990.
- Peter Paul Althaus: Ansichten aus der Traumstadt. Peter-Paul-Althaus-Erinnerungsbuch anläßlich der Althaus-Veranstaltungsreihe im Westfälischen Landesmuseum für Kunst und Kulturgeschichte Münster vom 23. November bis 13. Dezember 1992, herausgegeben von Walter Gödden (= ArdeyLiteratur. Band 1). Ardey, Münster 1992, ISBN 3-87023-032-0.
- Dichterschwestern. Prosa zeitgenössischer Autorinnen über Annette von Droste-Hülshoff. 1993. 2. Auflage 1996.
- mit Iris Nölle-Hornkamp: Westfälisches Autorenlexikon. 4 Bände. 1993–2002.
- mit I.-M. Barth, W. Woesler: Annette von Droste-Hülshoff. Sämtliche Briefe. dtv, München 1996.
- mit Jochen Grywatsch (Hrsg.): „Ich, Feder, Tinte und Papier.“ Ein Blick in die Schreibwerkstatt der Annette von Droste-Hülshoff. Katalog zur gleichnamigen Wanderausstellung des Westfälischen Museumsamtes. Landschaftsverband Westfalen-Lippe, Münster. Schöningh, Paderborn 1997, ISBN 3-506-73198-X.
- mit Reinhard Kiefer (Hrsg.): Utopische Dichter. Der Schmallenberger Dichterstreit 1956, Ernst Meister und die Folgen; Analysen und Dokumente (= Bücher der Nyland-Stiftung, Köln: Reihe Dokumente. Band 1). Ardey-Verlag, Münster 2000, ISBN 3-87023-150-5.
- Peter Paul Althaus: Lesebuch. Zsgest. und mit einem Nachw. von Walter Gödden. Nyland-Stiftung, Köln 2002, ISBN 3-936235-00-7.
- Walter Gödden u. a. (Hrsg.): „Er war ein Licht in Westphalen“ Johann Moritz Schwager (1738–1804). Ein westfälischer Aufklärer (= Veröffentlichungen der Literaturkommission für Westfalen. Band 55). Aisthesis-Verlag, Bielefeld 2013, ISBN 978-3-8498-1007-8.
- Moritz Schwager: Sämtliche Romane und eine Reisebeschreibung. 2 Bde. 2013 (mit Peter Heßelmann und Frank Stückemann)
- Die westfälischen Märchen der Brüder Grimm. 2013 (mit Julia Schmilgun)
- Welt und ich. Neue Peter-Hille-Funde. 2017 (mit Michael Kienecker und Christoph Knüppel)
- August Erdland: South Sea Scetches. Erinnerungen eines Südseemissionars. 2021
- August Erdland: Beiträge aus der Südseemission 1901–1909. 2021 (mit Alexander Erdland)
- „Wie fremd ich der Welt geworden bin“. Umrisse eines Projekts zum Thema Literatur und Psychiatrie. 2023 (mit Gesa Allerheiligen, Lisa Inckmann und Michael Kienecker)
- „Suchend schaue ich umher“. Neue Outsiderliteratur aus Westfalen. 2023 (mit Lisa Inckmann)

## Reihen
- Literatur in Westfalen. Beiträge zur Forschung (Seit 1992, bislang 20 Bände, seit dem Bd. 13 mit Arnold Maxwill).
- Nylands Kleine Westfälische Bibliothek (seit 2002, bislang 136 Bände).
- Neue Westfälische Literatur (seit 1993, bisher 22 Bd. mit Texten von Horst Hensel, Heinz Czechowski, Mechthild Curtius, Moderne niederdt. Mundart, Horst Hensel, Siegfried Kessemeier, Ralf Thenior, Friedel Thiekötter, Karl Riha, Hans Wald, Reinhard Döhl, Otto A. Böhmer, Heinrich Schürmann, Thomas Krüger, Nicolai Kobus, Michael Klaus, Siegfried J. Schmidt (3), Hans Georg Bulla, Markus Berges.
- Nyland Dokumente (seit 2000, bisher 28 Bände)
- Literatur auf dem Kulturgut (seit 2023, 4 Bände zu den Themen Reiseliteratur, Autorinnen aus Westfalen (mit Freya Morisse), Film und Fernsehen in Westfalen (mit Nils Rottschäfer), Nature Writing)

## Werkauswahlbände
- zu Katherine Allfrey, Peter Paul Althaus, Reinhard Döhl, Fred Endrikat, Erich Grisar, Frank Göhre, Elisabeth Hauptmann, Peter Hille, Rainer Horbelt, Wolfgang Körner, Gerhard Mensching, Anton Matthias Sprickmann, Gustav Sack, Hans Dieter Schwarze, Jürgen Schimanek, Katharina Schücking, Jodocus Temme (mit Siegfried Kessemeier) und Siegfried Kessemeier, Werkleute auf Haus Nyland (mit Wolfgang Delseit), Walter Vollmer, Hans Marchwitza, Franz-Josef Degenhardt, Levin Schücking, Werner Zillig, Hans Zippert, Erwin Grosche, Philipp Wiebe, Martin Becker, Horst Dieter Gölzenleuchter, Ulrich Straeter, Herbert Berger, Georg Bühren, Otto A. Böhmer, Michael Roes, Georg Veit, Karl-Ulrich Burgdorf, Josef Krug, Ursula Bruns, Ferdinand Kriwet, Ludwig Homann, Otto Lüning, Hermann Mensing, Ulrich Horstmann, Peter Florens Weddigen (mit Frank Stückemann).

## Einzelveröffentlichungen
- Josef Winckler. Briefwechsel, 1994.
- Westfälische Dichterstraßen Bd. 1–3, 1996–2003.
- mit D. Breuer, R. Kiefer: Osiris. Zeitschrift für Literatur 3/4, 1997 (Sonderband über Erich Jansen).
- Die Lust, „Nein“ zu sagen. Westfälische und flämische Kinder- und Jugendliteratur, Brügge 1997.
- mit Jochen Grywatsch: Paul Schallück. Moment mal. Glossen und Gedanken zur Zeit. Köln 2003.
- mit Jutta Desel: Katharina Busch-Schücking: Werke und Briefe, 2005.
- mit Michael Kienecker: Prophet und Prinzessin. Peter Hille und Else Lasker-Schüler, 2006.
- Flammende Herzen. Unterhaltungsliteratur aus Westfalen, 2007.
- Peter Hille. Werke zu Lebzeiten, 2007.
- mit Nils Rottschäfer: Peter Hille: Sämtliche Briefe. Kommentierte Ausgabe, 2010.
- mit Steffen Stadthaus: Gustav Sack: Gesammelte Werke. 2011.
- Westfälische Literatur im „Dritten Reich“. Die Zeitschrift Heimat und Reich, 2012.
- mit Peter Heßelmann, Frank Stückemann: Johann Moritz Schwager: Sämtliche Romane und eine Reisebeschreibung 2013.
- mit Fiona Dummann, Kerstin Mertenskötter: Erich Grisar: Ausgewählte Werke. 2014.
- Erich Grisar. Kindheit im Kohlenpott, 2016.

## Hörproduktionen

### Herausgaben und Bearbeitungen

#### ReiheTonzeugnisse zur westfälischen Literatur
- mit Georg Bühren: Der Schmallenberger Dichterstreit 1956. Die Originalredebeiträge und Diskussionen, 2000.
- mit Reinhard Kiefer: Fern liegt Eleusis. Ernst Meister liest eigene Gedichte, 2001.
- Daran glaube ich. Ein Paul-Schallück-Porträt, 2002.
- „Ganz im Ernst, so war es!“ Elisabeth Hauptmann – Schriftstellerin, Mitarbeiterin und Geliebte Brechts. Ein O-Ton-Feature, 2004.
- „Lieber täppisch als durchtrieben“. Ein Hörporträt Hans Dieter Schwarzes über den Dichtervaganten Peter Hille, 2005.
- mit Nadine Hoof: Experiment und Agitation. Eine Einführung in das Rundfunkwerk Reinhard Döhls, 2006.
- mit Wolfgang Delseit: „Ich habe mich durch Lachen befreit …“ Josef Winkler (1881–1966), 2007.
- mit Hanneliese Palm: Bruno Gluchowski: Der Durchbruch. Ein Hörspielklassiker aus dem Jahr 1954, 2011.
- mit Gerald Funk: Heinrich Schirmbeck: „Wie ich mich sehe.“ Heinrich Schirmbeck liest Autobiografisches und die Erzählung „Elena“. 2017
- Michael Klaus – Black Box. Hörspiele, Tondokumente, Jazz & Lyrik. 2013 (mit Steffen Stadthaus)
- Die Sonne ist nicht mehr dieselbe. Ruhrgebiets-Hörspiele 1960–1980. 2017 (mit Steffen Stadthaus)

#### ReiheLive auf dem Kulturgut
- Peter Rühmkorf. Jazz und Lyrik, 2005.
- Helmut Krauss liest Georg Weerth, 2005.
- Hommage an Reinhard Döhl (1934–2004), 2005.
- Thomas Valentin. Schnee vom Ätna. Jazz und Literatur, 2007.
- Ernst Meister: Unterm schwarzen Schafspelz. Jazz und Lyrik, 2007.
- Otto Jägersberg: Weihrauch und Pumpernickel, 2007.
- Wiglaf Droste und das Spardosen-Terzett. Voilá, ein Tusch! Für Wilhelm Busch. Jazz und Literatur, 2008.
- August Stramm. Jazz und Lyrik, 2008.
- Martin Becker: Literatur und Musik, 2009.
- Rosemarie Fendel: Peter Paul Althaus – ein Traumstadtabend. Literatur und Musik, 2010.
- Claude-Oliver Rudolph liest Gustav Sack, 2011.
- Hanneliese Taschau liest aus „Landfriede.“ 2011.
- „Er war ja ein Gestirn, Meteor stieß er von sich!“ Eine Lesung aus Else Lasker-Schülers Peter Hille-Buch. 2012.
- Dominique Horwitz liest Johann Moritz Schwager. 2014.
- Dietmar Bär liest August Stramm. Paul Zech. Richard Huelsenbeck. Gustav Sack. 2014.
- Heinrich Schürmann: >>ICK<<. Jazz und Lyrik Niederdeutsch. 2015.
- Martin Brambach liest Michael Klaus. 2019.

#### Reihehöredition nyland
- Jazz & Lyrik, Experimentelles. Mit Produktionen zu Peter Paul Althaus, Erwin Grosche, Michael Klaus, Siegfried Kessemeier, August Stramm, Georg Bühren, Michael Klaus, Thomas Kling, Imo Moszkowicz.
- „Es ist schon ein selbstmörderisches Gewerbe“. Arno Schmidt und Hans Wollschläger. 2017 (3. Auflage)

#### Eigene Hörspiele
- Nachtwandlungen. Hörspiel über Annette von Droste-Hülshoff. WDR 1994; als Hör-Cassette, München: HörVerlag 1997; 2. Aufl. 1998.
- Westpfählische Poeterey, WDR 1995.
- „Levin lieber Junge“. Annette von Droste-Hülshoff und Levin Schücking. Eine Hörfolge in Briefen, 2000.
- „Man könnte ihn einen betrunkenen Shakespeare nennen.“ Christian Dietrich Grabbe. Eine Tragödie in Briefe, 2002.
- „Verrückt und nicht wenig eitel.“ Gustav Sack – Hörspiel und ausgewählte Lyrik, 2004.
- Peter Hille – ein großer Lump schreitet durch die Himmel, 2004.
- Vom Finden und Gefundenwerden. Peter Hille und Else Lasker-Schüler, 2006.
- Annette von Droste-Hülshoff: Ledwina. Hörfeature. 2007

### Film
- Andreas Rottendorf. Unternehmer, Dichter, Mäzen. 2024 (mit Georg Bühren)